# Mykola Azarov
Pour les articles homonymes, voir Azarov.
Mykola Ianovytch Azarov (en ukrainien : Микола Янович Азаров), né Pakhlo le 17 décembre 1947 à Kalouga, en Union soviétique (actuelle Russie), est un homme d'État ukrainien.
Proche de Viktor Ianoukovytch, il est Premier ministre d'Ukraine entre 2010 et 2014, jusqu'aux manifestations pro-européennes qui provoquent notamment la chute de son gouvernement.

## Carrière politique

### Débuts
Mykola Azarov suit des études de géologie et de minéralogie à l'université d'État de Moscou. Diplômé en 1971, il travaille en République socialiste soviétique de Russie. En 1971-1976, il est ingénieur en chef de la section d'assèchement des mines de l'entreprise de l'énergie fossile Toulaougol («Тулауголь») basée à Toula. En 1976-1984, il dirige le laboratoire de l'institut de recherche des nouvelles technologies de l'industrie d'exploration minière de Novomoskovsk. Son travail est récompensé par le prix du Komsomol en 1979.
Il s'installe en RSS d'Ukraine en 1984.
Il entreprend une carrière politique en Ukraine, devenant député à la Verkhovna Rada Oukraïny (nom du Parlement monocaméral ukrainien) de 1994 à 1998 et président de la commission budgétaire entre 1995 et 1997. Il est à la tête de l'administration fiscale entre 1996 et 2002.
On le dit alors très proche du président Leonid Koutchma.

### Vice-Premier ministre
À la nomination au poste de Premier ministre de Viktor Ianoukovytch en novembre 2002, Azarov devient premier vice-Premier ministre et ministre des Finances.
Azarov assume la charge de Premier ministre par intérim entre le 7 et le 28 décembre 2004 lorsque Viktor Ianoukovytch, alors candidat à l'élection présidentielle de 2004 pour remplacer Leonid Koutchma, doit se démettre de ses fonctions après un vote de défiance des députés de l'opposition, qui seuls avaient pu rentrer au siège du Parlement.
Une fois la campagne électorale close, Ianoukovytch reprend sa place de Premier ministre.
Devant sa probable défaite face à Viktor Iouchtchenko pour l'élection présidentielle, Ianoukovytch démissionne du poste de Premier ministre le 31, démission effective le 5 janvier suivant. Azarov redevient ainsi Premier ministre par intérim jusqu'à la nomination de Ioulia Tymochenko le 24 janvier 2005 par le nouveau président Viktor Iouchtchenko.
En mars 2006, il est élu à nouveau député sur la liste de Viktor Ianoukovytch. Et lors de la formation du gouvernement de Ianoukovytch en août 2006, il obtient le poste de ministre des Finances jusqu'au 18 décembre 2007.

### Premier ministre

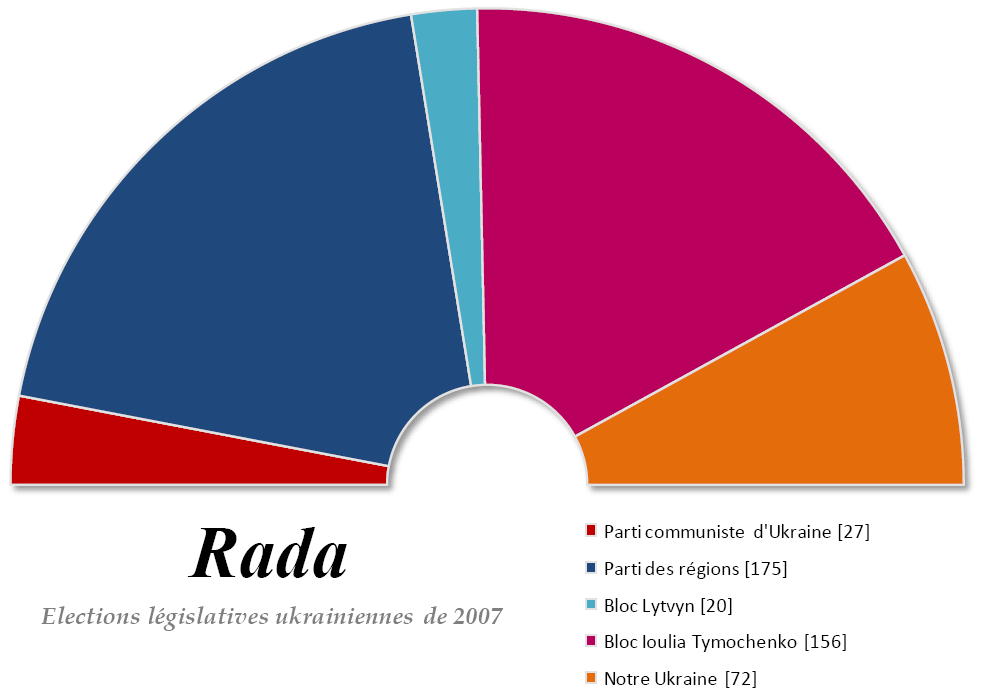
Composition de la Rada de 2007 à 2012.

Le 11 mars 2010, le Parlement ukrainien investit Mykola Azarov Premier ministre avec 242 voix sur 450 députés. Il devient également chef du Parti des régions, succédant au président Viktor Ianoukovytch.
Il est à la tête d'une coalition parlementaire réunissant le Parti des régions, le Parti communiste d'Ukraine et le Bloc Lytvyn, ainsi que quelques députés des autres partis, essentiels pour obtenir la majorité.
Pour expliquer l'absence de femmes dans son gouvernement, Mykola Azarov affirme, le 19 mars 2010, que la mise en œuvre de réformes en temps de crise n'est pas une « affaire de femmes ».
Il annonce, en 2011, qu'il portera les couleurs de son parti, le Parti des régions, lors des élections législatives d'octobre 2012.
Le 3 décembre 2012, Azarov démissionne, rendant son mandat de Premier ministre au président Ianoukovitch, son cabinet continuant à expédier les affaires courantes,. Le 5 décembre, le chef de l'État confie que, « si Azarov a de bonnes chances de rester Premier ministre, cela pourrait dépendre, en partie, des personnalités conviées à y siéger ». Le 13 décembre suivant, Azarov est reconduit dans ses fonctions par le vote des députés de son parti, le Parti des régions, le vote des communistes et de douze députés indépendants. Il forme le second gouvernement Azarov. À la suite des événements de l'hiver 2013-2014, il donne des ordres pour réprimer les manifestants de la place Maïdan[réf. nécessaire], 5 sont tués, 60 sont disparus certains sont découverts morts et nus dans la forêt alentour. Une enquête devra déterminer sa responsabilité. Il démissionne à nouveau le 28 janvier 2014. Il est placé sur liste noire de l'Union européenne le 5 mars 2014, accusé de « détournement de fonds » et voit ses avoirs gelés.
En septembre 2016, le Tribunal de l'UE annule le gel de ses avoirs.

## Famille
Il épouse Lyudmila Nikolaevna Azarova (née en 1946) (enseignante) alors qu'ils étaient étudiants,. Ils ont un fils, Alexey Nikolaevich Azarov (né le 13 juillet 1971). Ce dernier, de nationalités ukrainienne et autrichienne, deviendra un homme politique (député de la Rada d'Ukraine) et homme d'affaires spécialisé en ingénierie, et conseiller de Viktor Ianoukovitch entre 2002 et 2003. Il épousera Liliya Eduardovna Fatkhulina (née en 1976).
Sa mère est Ekaterina Pavlovna Azarova, décédée en 2019[réf. nécessaire].

## Titres et récompenses
- Docteur en sciences géologiques et minéralogiques (1986), professeur (1991), membre correspondant de l'Académie nationale des sciences d'Ukraine (1997).
- Fonctionnaire de 1er grade, Conseiller du service fiscal de 1er grade, employé honoraire du service fiscal.
- Lauréat du Prix d'État de l'Ukraine en science et technologie (2004). Économiste honoré de l'Ukraine (1997).
- Chevalier de l'Ordre du Prince Iroslav le Sage V, d'ordre "pour le mérite" I, II (1999) et III (1996) degrés.
- Chevalier de l'Ordre d'Honneur (Russie, 17 décembre 2012), Ordre de l'amitié (Russie, 6 décembre 2007).